# Marcus Mathisen
Marcus Mathisen (Albertslund, Dinamarca, 27 de febrero de 1996) es un futbolista danés que juega de defensor en el 1. F. C. Magdeburgo de la 2. Bundesliga.

## Selección
| Selección        | Año  | PJ | Goles |
| ---------------- | ---- | -- | ----- |
| Selección sub-19 | 2015 | 2  | 0     |

## Clubes
| Club                | País      | Año       | PJ | Goles |
| ------------------- | --------- | --------- | -- | ----- |
| F. C. Copenhague    | Dinamarca | 2014-2016 | 4  | 0     |
| Halmstads BK        | Suecia    | 2016-2018 | 77 | 10    |
| Falkenbergs FF      | Suecia    | 2019-2020 | 49 | 4     |
| IK Sirius           | Suecia    | 2021-2023 | 75 | 9     |
| SV Wehen Wiesbaden  | Alemania  | 2023-2024 | 34 | 0     |
| 1. F. C. Magdeburgo | Alemania  | 2024-     | 31 | 3     |